# 王庆坨镇
王庆坨镇，是中华人民共和国天津市武清区下辖的一个乡镇级行政单位。

## 行政区划
王庆坨镇下辖以下地区：
一街村、二街村、三街村、四街村、五街村、六街村、七街村、八街村、九街村、道沟子村、王二淀村、四合庄村、大范口村、小范口村、郑楼村、大柳子村、复兴庄村、大三河曾村、小三河曾村、张地村、蔡地村和尢张堡村。

## 经济
2013年9月，中国自行车协会授予王庆坨镇“中国自行车产业基地”称号。据统计，2015年王庆坨镇自行车及相关工业产值为39.2亿元人民币，占王庆坨镇工业总产值比重超过70％;全年自行车产量超过1300万辆，约占天津市的三分之一，是中国总产量的大约十分之一。王庆坨镇的自行车产业较为低端，缺少研发实力，没有产生知名品牌，主要是代工生产低价自行车。共享单车热潮中，王庆坨镇成为众多共享单车品牌的代工地。当共享单车热潮退去，王庆坨镇的自行车产业随之走向萧条。